# Jean-Claude-Louis-Victor Bouley
Jean-Claude-Louis-Victor Bouley, francoski general, * 1897, † 1983.